# آرکادی هاکوبیان
آرکادی آلکساندری هاکوبیان (روسی: Аркадий Александрович Акопян؛ زادهٔ ۱۱ مهٔ ۱۹۸۴ در سرزمین کراسنودار) بازیکن فوتبال در پست  ارمنی‌تبار اهل روسیه است.

## باشگاهی
از باشگاه‌هایی که در آن بازی کرده‌است می‌توان به باشگاه فوتبال لادا-تولیاتی، باشگاه فوتبال وولگار آستراخان، باشگاه فوتبال اسپارتاک یوجی‌پی آناپا و باشگاه فوتبال چرنومورتس نووراسییسک اشاره کرد.